# فضاهای کاملاً باز
فضاهای کاملاً باز (انگلیسی: Wide Open Spaces) یک فیلم به کارگردانی جورج جسک است که در سال ۱۹۲۴ منتشر شد. از بازیگران آن می‌توان به استن لورل اشاره کرد.